# Hans Herman Henriksen
Hans Herman Henriksen (ur. 3 stycznia 1958 w Narwiku) – norweski piłkarz występujący na pozycji obrońcy. 

## Kariera klubowa
Henriksen karierę rozpoczynał w zespole FK Mjølner. Następnie występował w amerykańskim Chicago Sting. Stamtąd był wypożyczany do Francji, do drugoligowego Le Havre AC, a także trzecioligowego CS Meaux. Potem grał w drugoligowych drużynach US Valenciennes, En Avant Guingamp oraz SC Abbeville, trzecioligowym AS Angoulême, a także czwartoligowym ES Viry-Châtillon, gdzie w 1994 roku zakończył karierę.

## Kariera reprezentacyjna
W reprezentacji Norwegii Henriksen zadebiutował 17 grudnia 1984 wygranym 1:0 towarzyskim meczu z Egiptem. W latach 1984–1988 w drużynie narodowej rozegrał 22 spotkania.